# Немања Јаничић (фудбалер)
Немања Јаничић (Бања Лука, 13. јул 1986) је босанскохерцеговачки фудбалер који тренутно наступа за Борац из Бање Луке. Висок је 193 центиметра и игра на позицији одбрамбеног играча.

## Каријера
Након млађих категорија које је прошао у бањалучком Борцу, Јаничић је одлучио да се пресели код бабе и деде у Будву, где је приступио локалном клубу Могрен. За овај клуб наступао је пуних седам година, освојивши два шампионата Црне Горе (2008/09 и 2010/11), као и једну титулу у купу (2007/08). Потом је стигао у Бежанију лета 2011, а на свом првом наступу проглашен је за играча утакмице. Почетком наредне године, прешао је у крушевачки Напредак, са којим се пласирао у Суперлигу Србију за сезону 2013/14. За Напредак је наступао све до краја 2014. године, а потом прешао у Локомотиву из Ташкента. Након 60 наступа у свим такмичењима, Јаничић је напустио овај на крају 2016. Први део наредне године провео је играјући за Борац из Чачка, да би се у матични бањалучки Борац вратио последњег дана маја 2017. године. Провео је сезону 2017/18. у Борцу, носио и капитенску траку да би у јуну 2018. прешао у албанског суперлигаша Љуфтетари. Након полусезоне у Албанији, Јаничић се у јануару 2019. вратио у Борац.

## Трофеји
Могрен
- Прва лига Црне Горе (2): 2008/09, 2010/11.
- Куп Црне Горе: 2007/08.

Напредак Крушевац
- Прва лига Србије: 2012/13.

Локомотива Ташкент
- Узбекистанска фудбалска лига : 2016.
- Куп Узбекистана: 2016.
- Супер куп Узбекистана: 2015.